# Priveznik
Priveznik ali bolard je vertikalni steber namenjen privezovanju ladij ali drugih plovil. Bolardi se za razliko od priveznikov, uporabljajo tudi na ulicah za kontroliranje prometa.
- Bolard v Londonu
- Začasni bolard
- Izvlačljivi bolard